# Дирборн, Генри
Генри Дирборн (англ. Henry Dearborn; 23 февраля 1751 — 6 июня 1829) — американский военный и государственный деятель, ветеран Войны за независимость США и Англо-американской войны.

## Биография

### Происхождение
Генри Дирборн родился 23 февраля 1751 года в семье Саймона Дирборна (англ. Simon Dearborn) и Сары Марстон (англ. Sarah Marston) в Норт-Хэмптоне, провинция Нью-Гэмпшир. Генри провёл большую часть своей юности в Эппинге, где он посещал государственные школы. Он рос спортивным мальчиком, был физически сильным, становился чемпионом по борьбе. Изучал медицину у доктора Холла Джексона из Портсмута и открыл собственную практику на площади в Ноттингеме, штат Нью-Гэмпшир, в 1772 году.
Дирборн был женат трижды: на Мэри Бартлетт (англ. Mary Bartlett) в 1771 году, на Доркас (Осгуд) Марбл (англ. Dorcas (Osgood) Marble) в 1780 году и на Саре Боудойн (англ. Sarah Bowdoin), вдове Джеймса Боудойна, в 1813 году. Генри Александр Скэммелл Дирборн (англ. Henry Alexander Scammell Dearborn) был его сыном от второй жены.

### Служба в годы Войны за независимость
Когда начались боевые действия в американской войне за независимость, Дирборн сражался в рядах Континентальной армии в качестве капитана 1-го и 3-го полков Нью-Гэмпшира; вскоре он дослужился до звания подполковника. Он был назначен заместителем генерального квартирмейстера в июле 1781 года и служил в штабе Джорджа Вашингтона, находясь в Виргинии. В возрасте двадцати трёх лет он организовал и возглавил отряд местного ополчения из шестидесяти человек в районе Бостона, где 17 июня 1775 года сражался в битве при Банкер-Хилле в качестве капитана 1-го Нью-Гэмпширского полка полковника Джона Старка. Во время битвы Дирборн заметил, что «ни один офицер или солдат континентальных войск не был в форме, а был в простой и обычной гражданской одежде; не было ни одного офицера верхом». Спустя годы Дирборн обвинил Израэля Патнэма в невыполнении своего долга во время этой битвы.
Дирборн вызвался служить под командованием полковника Бенедикта Арнольда в сентябре 1775 года во время трудной американской экспедиции в Квебек. Позже Дирборн запишет в своём журнале Войны за независимость их общую ситуацию и состояние: «Мы были действительно маленькими, чтобы думать о том, чтобы войти в такое место, как Квебек. Но так как теперь почти не осталось провизии, мы были уверены, что умрем, если попытаемся вернуться назад, и мы могли бы оказаться в не худшем положении, если бы продолжали свой путь». На последнем этапе марша Дирборн серьезно заболел лихорадкой, из-за чего ему пришлось остаться в коттедже на реке Шодьер. Позже он присоединился к объединенным силам Арнольда и генерала Ричарда Монтгомери как раз вовремя, чтобы принять участие в штурме Квебека. Дневник Дирборна — важная запись той кампании. Во время марша он и Аарон Бёрр стали товарищами. Вместе с рядом других офицеров Дирборн попал в плен 31 декабря 1775 года во время битвы при Квебеке и содержался под стражей в течение года. Он был освобождён в мае 1776 года, но его не обменивали до марта 1777 года.
После сражения при Тикондероге в июле 1777 года Дирборн был назначен майором полка, которым командовал Александр Скаммелл.
В сентябре 1777 года Дирборн был переведен в 1-й Нью-Гэмпширский полк под командованием полковника Джозефа Силли. Он принимал участие в Саратогской кампании против Бергойна на ферме Фримена. В первом сражении в основном участвовали войска из Нью-Гэмпшира, родного штата Дирборна. Бригада Нью-Гэмпшира под командованием генерала Пура и отряд пехоты под командованием майора Дирборна численностью около трехсот человек вместе с отрядами других ополченцев и рейнджерами Уиткомба сотрудничали с Морганом в отражении атаки Фрейзера. Осторожный генерал Горацио Гейтс неохотно приказал разведывательным силам, состоящим из Временного стрелкового корпуса Дэниела Моргана и лёгкой пехоты Дирборна, провести разведку в районе Бемис-Хайтс. Позже Гейтс отметил в своём отчёте выдающиеся способности Дирборна как солдата и офицера. После этого Дирборн присоединился к основной континентальной армии генерала Джорджа Вашингтона в Велли-Фордж, штат Пенсильвания, в звании подполковника, где он провел зиму 1777–1778 гг.
Дирборн сражался в битве при Монмуте в Нью-Джерси в 1778 году, в последнем крупном сражении Северного театра военных действий. А летом 1779 года сопровождал генерал-майора Джона Салливана в экспедиции против ирокезов в северной части штата Нью-Йорк и в битве при Вайоминге против шести наций, после чего опустошили долину Дженеси и различные регионы вокруг озёр Фингер.
Зимой 1778-1779 годов он расположился лагерем на территории нынешнего Мемориального государственного парка Патнэма в Реддинге, штат Коннектикут. Дирборн вернулся в штаб генерала Вашингтона в 1781 году в качестве заместителя генерал-квартирмейстера и командовал 1-м Нью-Гэмпширским полком в битве при Йорктауне в звании полковника и присутствовал при капитуляции Корнуоллиса в октябре того же года.
В июне 1783 года Дирборн уволился из Континентальной армии и поселился в Гардинере, штат Мэн, где стал генерал-майором ополчения штата Мэн. Вашингтон назначил его маршалом округа Мэн. Дирборн служил в Палате представителей США от округа Мэн с 1793 по 1797 год. Он был одним из первых членов Нью-Гэмпширского общества Цинциннати.

### После Революции
Дирборн был назначен бригадным генералом ополчения Массачусетса в 1787 году и получил звание генерал-майора в 1789 году. В том же году он был назначен первым маршалом США в округе Мэн в соответствии с новой Конституцией 1787 года президентом Вашингтоном. Он представлял этот округ штата Массачусетс как республиканец-демократ в палате представителей Конгресса США 3-го и 4-го созывов с 1793 по 1797 годы. В 1801 году президент Томас Джефферсон назначил его военным министром, на этом посту он находился в течение восьми лет, до 7 марта 1809 года. Дирборн консультировал Джефферсона по вопросам военного персонала, когда Джефферсон формулировал Закон об установлении военного мира в 1800–1801 годах, который излагал новый свод законов и ограничений для вооруженных сил, а также привёл к основанию национальной военной академии в Вест-Пойнте. В апреле 1801 года Дирборн попросил Джорджа Бэрона, англичанина, друга Дирборна из штата Мэн, стать преподавателем математики в академии. Дирборн также предложил руководить школой инженеру Джонатану Уильямсу, который перевёл на английский язык некоторые европейские трактаты по артиллерии и фортификации. Уильямс был внучатым племянником Бенджамина Франклина; Джон Адамс назначил Уильямса майором Корпуса артиллеристов и инженеров в феврале 1801 года. Президент Джефферсон назначил его армейским инспектором по укреплениям.
В период 1801 и 1802 годов Дирборн и Джефферсон часто переписывались, обсуждая различные политические и военные вопросы. Среди них следует отметить отчёт Дирборна от 12 мая 1801 г. о военном министерстве и его рекомендация «обозначить линию границы между Соединенными Штатами и прилегающими британскими владениями таким образом, чтобы предотвратить любые споры в будущем...». Во время своего пребывания в должности он помог Джефферсону сформировать политику в отношении коренных американцев, целью которой было установить западную границу путем приобретения земель вдоль реки Миссисипи.
В 1805 году, когда начали разворачиваться события заговора Бёрра, Аарон Бёрр и губернатор территории Луизианы Джеймс Уилкинсон якобы планировали войну с Мексикой с целью создания в процессе сепаратистского государства на юго-западе. И Бёрр, и Уилкинсон, владевшие большими земельными участками и другими интересами на территории Луизианы, утверждали, что большинство жителей Луизианы, которые ещё недавно находились под властью Франции, предпочли быть отделёнными от Соединённых Штатов. Надеясь спровоцировать войну с Испанией, Уилкинсон в письме военному министру Дирборну призвал его атаковать западную испанскую Флориду из Батон-Ружа. Под влиянием распространённых слухов о войне Дирборн приказал ему в качестве меры предосторожности отправить три роты войск в форт Адамс в Западной Флориде. Перспектива войны, в свою очередь, использовалась Уилкинсоном, чтобы оправдать отправку исследовательской военной экспедиции на юго-запад, чтобы найти маршрут, который будет использоваться для снабжения военных сил на американо-испано-мексиканской границе. Бёрр и Уилкинсон при поддержке генерала Эндрю Джексона искренне продвигали идею (например, через газеты) на юго-западе о неизбежности войны с Испанией и о том, что он будет использовать «мексиканские сокровища», чтобы соблазнить западные штаты вдоль рек Миссисипи и Огайо к отделению. В мае Дирборн приказал Уилкинсону отправиться на территорию Орлеана, дав указание своему генералу «отражать любое вторжение в Соединённые Штаты к востоку от реки Сабин или к северу или западу от границ того, что называлось Западной Флоридой». Дирборн далее утверждал, что любые такие перемещения через эти границы будут представлять собой «фактическое вторжение в наши территориальные права». Это была возможность, на которую надеялись и Бёрр, и Уилкинсон, полагая, что испанские официальные лица были на грани конфронтации с США и могут быть легко спровоцированы на войну. Однако когда Уилкинсон попросил Дирборна отправить исследовательскую военную экспедицию на юго-запад, Дирборн ответил, что «вы, Бёрр и т. Д., становитесь слишком близкими ... держите всех подозрительных лиц на расстоянии вытянутой руки». В это время Дирборн также предупредил своего главного генерала, что «ваше имя очень часто упоминается вместе с именем Бёрра». Вскоре после этого Бёрр был арестован за государственную измену.
Дирборн был назначен инспектором порта Бостона президентом Джеймсом Мэдисоном в марте 1809 года и занимал эту должность до 27 января 1812 года, когда он был назначен командующим армией Соединённых Штатов.

## Война 1812 года
Во время войны 1812 года, когда президент Мэдисон призывал федералистов объединиться против Британии в войне, в которой у них не было особых причин для сотрудничества, он поручил Генри Дирборну высшее командование северо-восточным сектором, который простирался от реки Ниагара до побережье Новой Англии. Дирборн пользовался расположением Мэдисон как ветеран Войны за независимость, дослужившийся до звания полковника, и за то, что служил военным министром при президенте Джефферсоне, и особенно за помощь Джефферсону в разработке Закона об установлении военного мира, который послужил увольнению многих офицеров-федералистов из рядов вооружённых сил. Впоследствии выбор Дирборна в качестве командующего северо-восточным театром военных действий не был хорошо воспринят большинством федералистов. Федералисты рассматривали войну как политический заговор против них, в то время как республиканцы-демократы изображали федералистов как предателей за их согласованные усилия по противодействию военным мероприятиям. Однако в возрасте 61 года Дирборн был толстым, медлительным и неуверенным в себе, и ему было трудно внушать доверие людям под его командованием. В марте он получил лёгкую травму в результате падения, и предполагается, что Дирборн не торопился с восстановлением. Когда разразилась война, он провёл ещё больше времени в Бостоне, опасаясь, как и вице-президент Элбридж Герри, что федералисты снова замышляют отделение на северо-востоке и готовы установить против них «ганноверскую» монархию.
Нуждаясь в представлении Конгрессу отчётов о проделанной работе, военный министр Уильям Юстис призвал Дирборна немедленно отправиться в Олбани, спланировать и подготовиться к вторжению в Монреаль в Канаде. Дирборн, однако, утверждал, что он должен сначала добраться до Новой Англии и подготовить ополчение для защиты побережья Новой Англии, что освободит регулярные войска региона для предстоящей кампании против Канады, и до того, как федералисты произведут там открытое восстание. После споров с несколькими губернаторами-федералистами Новой Англии, которые отказались предоставить ополчение для береговой обороны, Дирборн в конце июля неохотно покинул Новую Англию и направился в Олбани с регулярными войсками, оставив побережье почти беззащитным перед британскими прибрежными атаками.
9 августа, когда генерал Уильям Халл ожидал диверсионной атаки Дирборна в районе Ниагары, последний всё ещё находился в своей штаб-квартире в Гринбуше, недалеко от Олбани, и с большим трудом собирал войска для предстоящего наступления в Канаде. В это время Джордж Прево послал британского полковника Эдварда Бейнса для переговоров о временном перемирии с Дирборном. Дирборн узнал, что лорд Ливерпуль дал американскому правительству время на ответ. Не имея средств для адекватного боя с британцами в Канаде, Дирборн не рвался в бой, приветствовал отсрочку и поспешил сообщить Мэдисону о перемирии для одобрения. Тем временем Дирборн отдал приказ генералу Ван Ренсселеру избегать любых столкновений на Ниагаре. Перемирие, однако, было недолгим, когда 15 августа Мэдисон отказался от соглашения Дирборна, и был отдан приказ возобновить наступление.
Дирборн подготовил планы одновременных штурмов Монреаля, Кингстона, форта Ниагара и Амхерстберг, но их реализация оказалась несовершенной. Нерешительное наступление в Нижнюю Канаду в ноябре 1812 года просто провалилось после очень незначительного сражения в битве при Лаколь-Миллс. Некоторые учёные считают, что Дирборн также не двигался достаточно быстро, чтобы предоставить достаточно войск для защиты Детройта. Халл без единого выстрела сдал город британскому генералу Айзеку Броку. Дирборн игнорировал неоднократные просьбы Халла построить военно-морской флот на озере Эри для надлежащей защиты Детройта, форта Макино и форта Дирборн, что способствовало общей неподготовленности Халла. Халл предстал перед военным трибуналом и приговорен к смертной казни, но приговор был смягчён. Дирборн возглавил военный трибунал.
27 апреля 1813 года американские войска на озере Онтарио под командованием Дирборна и коммодора Айзека Чонси добились успеха в битве при Йорке, оккупировав город на несколько дней и захватив множество орудий и складов. После этого американская армия была переправлена через озеро на кораблях Чонси в форт Ниагара. Дирборн собрал 4500 солдат в форте Ниагара и планировал атаковать форт Джордж следующим, и поручил атаку полковнику Уинфилду Скотту, но его армии требовался отдых и реорганизации. Никакой подготовки к размещению войск в форте Ниагара не проводилось, и в течение нескольких дней они испытывали значительные нужды и лишения.
Хотя Дирборн добился незначительных успехов при взятии Йорка (ныне Торонто) 27 апреля 1813 года и при взятии форта Джордж 27 мая 1813 года, его командование было по большей части неэффективным. Он был отозван с границы 6 июля 1813 года, переведён на административную должность в Нью-Йорке и третий раз женился на Саре Боудойн. Дирборн был с честью уволен из армии 15 июня 1815 года.

## Наследие
Во время проведения экспедиции Льюиса и Кларка в 1803 году в его честь была названа река Дирборн в западно-центральной части Монтаны. В его честь назван округ Дирборн, штат Индиана, город Дирборн (Мичиган), штат Мичиган и Дирборн, штат Миссури, Форт—Дирборн в Чикаго, штат Иллинойс.
Его сын, Генри С. Дирборн, был конгрессменом в 1831—1833 годах.